# Ngày giao dịch
Ngày giao dịch (Trading day) là ngày diễn ra giao dịch chứng khoán hay còn gọi là giờ giao dịch thường lệ (Regular trading hours/RTH) là khoảng thời gian mà một sàn giao dịch chứng khoán mở cửa, trái ngược với giờ giao dịch điện tử hoặc giờ giao dịch mở rộng (ETH), chẵng hạn như ở Sàn giao dịch chứng khoán New York, tính đến năm 2020, giờ mở cửa từ 9:30 sáng (theo múi giờ miền Đông) đến 4:00 chiều (theo Múi giờ miền Đông). Ngày giao dịch thường là từ Thứ Hai đến Thứ Sáu hàng tuần. Khi một ngày giao dịch kết thúc, tất cả các giao dịch cũng kết thúc và bị đóng băng trong thời gian cho đến khi ngày giao dịch tiếp theo bắt đầu. Giao dịch được thực hiện rất sớm hoặc rất muộn sẽ rơi vào ngày giao dịch trước đó hoặc sau đó. Có một số trường hợp đặc biệt có thể dẫn đến ngày giao dịch được rút ngắn hoặc không có ngày giao dịch nào cả, chẳng hạn như vào các ngày lễ hoặc vào những ngày có tang lễ cấp nhà nước của một nguyên thủ quốc gia dự kiến diễn ra. 
Ngày nay, để hỗ trợ cho giao dịch thì đã có ứng dụng phần mềm giao dịch trong ngày (Day trading software) là phần mềm máy tính nhằm mục đích tạo điều kiện thuận lợi cho hoạt động giao dịch trong ngày của cổ phiếu hoặc công cụ tài chính khác. Phần mềm giao dịch trong ngày được chia thành ba loại chính: dữ liệu, biểu đồ và thực hiện giao dịch. Trong bối cảnh chu kỳ thanh toán chứng khoán thì ngày giao dịch được ký hiệu là T (ngày mà giao dịch được thực hiện). Sau ngày này nếu phát sinh thì sẽ tương ứng với T+1, T+2, T+3 là số ngày giao dịch (không tính ngày nghỉ) tiếp theo kể từ ngày T. Theo khuyến nghị thì các nước nên áp dụng chu kỳ thanh toán tối đa là T+3. Nếu giao dịch được hoàn thành và xác nhận trong cùng ngày sẽ được ký hiệu là T0. Tại Luân Đôn và Hoa Kỳ, thời hạn thanh toán kể từ ngày giao dịch là 2 ngày (T+2).

## Đại cương
Mỗi sàn giao dịch chứng khoán có giờ mở cửa dựa trên các múi giờ cụ thể. Mọi người có thể giao dịch tại các sàn giao dịch này từ xa bằng cách sử dụng nền tảng giao dịch điện tử. Đối với những người giao dịch ở các khu vực khác nhau trên thế giới, có những ngày giao dịch riêng biệt dựa trên các giờ liên quan đến bất kỳ múi giờ nào. Ví dụ: NASDAQ mở cửa từ 9:30–16:00 ET và bất kỳ ai bên ngoài Múi giờ miền Đông sẽ có một ngày giao dịch khác (ví dụ: ở Vancouver, một ngày giao dịch sẽ diễn ra từ 6:30–13:00). Trong khoảng thời gian trong năm mà Bắc Mỹ áp dụng giờ chuẩn, thì giờ giao dịch sẽ là 17:30–24:00 tại Moscow và 22:30–5:00 tại Thượng Hải. Các nhà giao dịch từ xa nên tìm giờ giao dịch của mình dựa trên giờ và múi giờ của sàn giao dịch chứng khoán. Những người tham gia giao dịch trong ngày thường đăng ký các nền tảng phần mềm chuyên cung cấp dữ liệu giúp đưa ra quyết định giao dịch. Có một số loại dữ liệu có thể được sử dụng để giao dịch bao gồm dữ liệu giá, dữ liệu tham chiếu và dữ liệu phân tích. Một số sản phẩm phần mềm dữ liệu thị trường cung cấp dữ liệu để trực quan hóa, trong khi những sản phẩm khác cung cấp quyền truy cập theo chương trình thông qua API.
Các sàn giao dịch NYSE và NASDAQ trung bình có khoảng 251 ngày giao dịch một năm. Con số này là từ 365,2425 (ngày trung bình mỗi năm) * 5/7 (tỷ lệ ngày làm việc mỗi tuần) - 10 (ngày lễ) = 250,8875 ≈ 251. Ở thị trường chứng khoán Mỹ thì các ngày lễ mà sàn giao dịch chứng khoán (NYSE và NASDAQ) đóng cửa là Ngày đầu năm mới, Ngày Martin Luther King Jr., Ngày Tổng thống, Thứ sáu tuần thánh, Ngày tưởng niệm, Ngày mười ba tháng sáu, Ngày độc lập, Ngày lao động, Ngày lễ tạ ơn và Ngày Giáng sinh; cũng có một số ngày lễ cho phép giao dịch, bao gồm Ngày Columbus, Ngày cựu chiến binh và Đêm giao thừa. Nếu ngày 19 tháng 6, Ngày Độc lập, Ngày Giáng sinh và Ngày Năm mới rơi vào cuối tuần, thì ngày lễ sẽ được tổ chức vào thứ Sáu trước đó (đối với ngày lễ Thứ Bảy) hoặc thứ Hai tuần sau (đối với ngày lễ Chủ Nhật), nghĩa là mỗi ngày lễ sẽ dẫn đến ít hơn một ngày giao dịch. Có tới ba ngày giao dịch (ngày 3 tháng 7, ngày sau Lễ Tạ ơn và Đêm Giáng sinh) được rút ngắn, tức là các sàn giao dịch mở cửa từ 9:30 sáng đến 1:00 chiều, tùy thuộc vào thời điểm diễn ra trong năm dương lịch (nếu ngày 3 tháng 7 hoặc Đêm Giáng sinh rơi vào cuối tuần, ngày rút ngắn sẽ bị bỏ qua). Juneteenth đã được thêm vào làm ngày lễ quốc gia và ngày lễ thị trường vào ngày 17 tháng 6 năm 2021.
Ngoài ra còn có quy định về "Ngày giao dịch không hưởng quyền" là ngày giao dịch mà người mua khi xác lập sở hữu cổ phiếu sẽ không được hưởng các quyền có liên quan (quyền nhận cổ tức, quyền mua cổ phiếu phát hành thêm, quyền tham dự đại hội cổ đông). Nếu theo quy định chu kỳ thanh toán T+2 hiện tại, nhà đầu tư phải hai ngày sau mới thực sự sở hữu cổ phiếu. Do đó ngày giao dịch trước ngày đăng ký cuối cùng sẽ là ngày giao dịch mà nhà đầu tư khi mua cổ phiếu sẽ không được hưởng các quyền lợi của cổ đông. Ngày giao dịch không hưởng quyền là ngày làm việc liền trước ngày đăng ký cuối cùng. Do vậy, nếu ngày đăng ký cuối cùng rơi vào thứ hai thì ngày giao dịch không hưởng quyền sẽ là ngày thứ sáu của tuần liền trước. Hay nếu ngày Lễ, Tết rơi vào trước ngày đăng ký cuối cùng thì nhà đầu tư cũng cần loại ra để xác định đúng ngày giao dịch không hưởng quyền.